# Elementos funcionales del ADN
Los elementos funcionales del ADN  en el genoma humano engloban tanto los segmentos que codifican proteínas, como los que tienen propiedades bioquímicas características, presentan capacidad de unión a determinadas proteínas, estructuras específicas que adquiere la cromatina, elementos conservados que no se expresaban en el fenotipo o elementos capaces de dirigir la expresión específica de tejido, así como el resto de ARNs no codificante.

## Aproximaciones
No existe una definición universal para designar a los distintos elementos funcionales, sino que cada disciplina científica se basa en determinados patrones para estudiarlos.
Desde que se secuenció el genoma humano se tiene más información acerca de los genes presentes en el ADN, aunque no se haya identificado la función de muchos de ellos. El 99%  de nucleótidos que constituyen el genoma humano no codifican para proteínas. Las regiones no codificantes del genoma humano están compuestas por una gran variedad de elementos funcionales. Diversos estudios revelan que la mayoría de las regiones conservadas de mamíferos están constituidas por secuencias no codificantes y que la mayoría de los loci relacionados con determinadas patologías y con la susceptibilidad a desarrollas determinadas enfermedades también se encuentran fuera de la región codificante del ADN.  
Existen tres aproximaciones para el estudio de los elementos funcionales del ADN: genética, evolutiva y bioquímica. Cada uno se basa en aspectos diferentes y determinan la importancia biológica que pueda tener de un determinado segmento genómico del ADN.  Sin embargo, cada una de ella predice elementos funcionales distintos.  La función en un contexto bioquímico y genético es particular de cada tipo celular y condición, mientras que en el evolutivo, la función es independiente del estado celular. Difieren en sus tasas de falsos positivos y falsos negativos, la resolución con la que se definen los elementos, y el rendimiento con el que pueden ser estudiados. Además, de forma independiente son incompletos, requiriendo tanto el desarrollo continuado de métodos, experimentales y analíticos, como un incremento del número de datos analizados con la finalidad de aumentar la fiabilidad de los datos obtenidos.

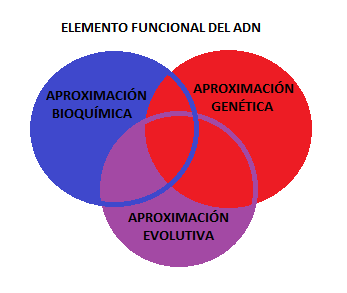
Elementos funcionales del ADN

### Aproximación genética
La aproximación genética evalúa las consecuencias que tienen las perturbaciones sobre el fenotipo. Depende de las alteraciones que se producen en la secuencia y tiene como fin establecer la relevancia biológica de los segmentos de ADN. Las mutaciones pueden ocurrir de manera natural y pueden ser identificadas mediante screening de los fenotipos generados por las variantes de las secuencias o producidos experimentalmente por métodos genéticos diana. También se pueden emplear los estudios de transfección para la identificación de los elementos reguladores y para medir su actividad. La estrategia genética no tiene un elevado rendimiento, pero su velocidad y eficacia se están mejorando con el desarrollo de nuevos métodos. Discrepa en la predicción de alguno de los elementos funcionales, cuyo fenotipo solo se desencadena en las células raras o en ambientes específicos, o cuyos efectos son demasiado sutiles para poder ser detectados en un ensayo corriente.

### Aproximación evolutiva
La aproximación evolutiva cuantifica la restricción selectiva que se ha llevado a cabo en la información genética a lo largo del tiempo. La comparación de los genomas nos permitirá determinar los elementos funcionales no codificantes que se conservan a lo largo del tiempo. Si la selección se ha llevado a cabo de una forma muy pura, encontraremos un elevado nivel de secuencias conservadas entre especies relacionadas en las cuales habrán sido rechazadas las mutaciones disruptivas. Esta perspectiva tiene en cuenta múltiples genomas estrechamente relacionados, llegándose a comparar múltiples especies diferentes, desde la levadura hasta los mamíferos. Los métodos basados en la detección de secuencias funcionales han tenido éxito en el reconocimiento de regiones codificantes de proteínas, ARN estructurales, regiones reguladoras de genes y de otros elementos reguladores específicos. La genómica comparativa puede incorporar también información sobre los patrones mutacionales característicos de los diferentes tipos de elementos funcionales. 
La aproximación evolutiva también tiene sus limitaciones. A través únicamente del alineamiento de secuencias es muy difícil llevar a cabo de forma muy precisa la identificación de regiones conservadas debido a que la mayoría de las secuencias de unión a un factor de transcripción son cortas y está altamente degeneradas, por lo que son difíciles de identificar. 
Dicha estrategia permite identificar secuencias conservadas pero es menos eficaz para los elementos específicos de primates y prácticamente nula para detectar elementos específicos en los humanos. Ciertos elementos funcionales tales como los genes relacionados con la inmunidad pueden ser propensos a realizar un intercambio evolutivo rápidamente. De estos hechos se llega a la conclusión de que los métodos de alineamiento de secuencias no son adecuados para reconocer sustituciones que preserven la función (por ejemplo cambios que preserven la estructura del ARN, mutaciones que no tienen efecto debido a la redundancia del código genético). Por lo tanto, la ausencia de conservación no puede ser interpretada como una falta de función.

### Aproximación bioquímica
La aproximación bioquímica tiene en cuenta la actividad molecular y se complementa con el resto de estrategias seguidas. Es específica de cada tipo celular, condición y proceso molecular. Ha servido para definir mejor los elementos no codificantes, incluyendo promotores, enhancer, silenciadores, insulators, y RNA no codificante (microRNA, piRNA, RNAs estructural y regulatorio.) Estos elementos funcionales no codificantes se asocian con las estructuras de cromatina y pueden provocar la modificación de las histonas, metilación del ADN, la accesibilidad de las DNasa, entre otros procesos.
El proyecto ENCODE se estableció con el objetivo de mapear los elementos funcionales del DNA en el genoma humano y poder convertirse en un recurso útil para la comunidad científica. La mayoría de los datos recientemente incorporados en ENCODE han seguido esta aproximación bioquímica. Se han identificado RNAs cortos y largos, tanto nucleares y citoplasmáticos que se transcriben, de la existencia de secuencia específica de factores de transcripción, cofactores, o proteínas que regulan el estado de la cromatina, la organización de la cromatina para que sea accesible a los factores de transcripción, los marcadores de metilación, entre otros. 
Los datos bioquímicos sobre las funciones de los elementos del ADN y de los distintos tipos de células nos permiten estudiar la diferenciación y desarrollo celular, los circuitos celulares y las enfermedades humanas. Los métodos emergentes deberían mejorar la resolución con la que evalúan a los elementos candidatos.
Aunque las estrategias bioquímicas ayudan a la identificación de segmentos candidatos a ser elementos reguladores en el contexto biológico, no pueden ser interpretados como una prueba definitiva de la función por sí mismos. Para  futuros trabajos , se deberían integrar mejor los tres métodos (genético, evolutivo y bioquímico)  con el fin de definir mejor a los elementos que constituyen el genoma y profundizar en las funciones que los caracterizan.

## Relación de las aproximaciones genéticas, evolutivas y bioquímicas
Las distintas aproximaciones se diferencian en cuanto a la proporción de elementos propuestos como funcionales. Es muy importante integrar las distintas estrategias llevadas a cabo con el fin de refinar las estimaciones y permitir una mejor comprensión de los segmentos funcionales que constituyen el genoma humano.